# Port Said (guvernorát)
Guvernorát Port Said (arabsky محافظة بورسعيد) je jedním z egyptských guvernorátů. Nachází se v severovýchodní části země na pobřeží Středozemního moře. Hlavním městem guvernorátu je stejnojmenné město Port Said, ležící na severním konci Suezského průplavu.